# Rotdünenlerche

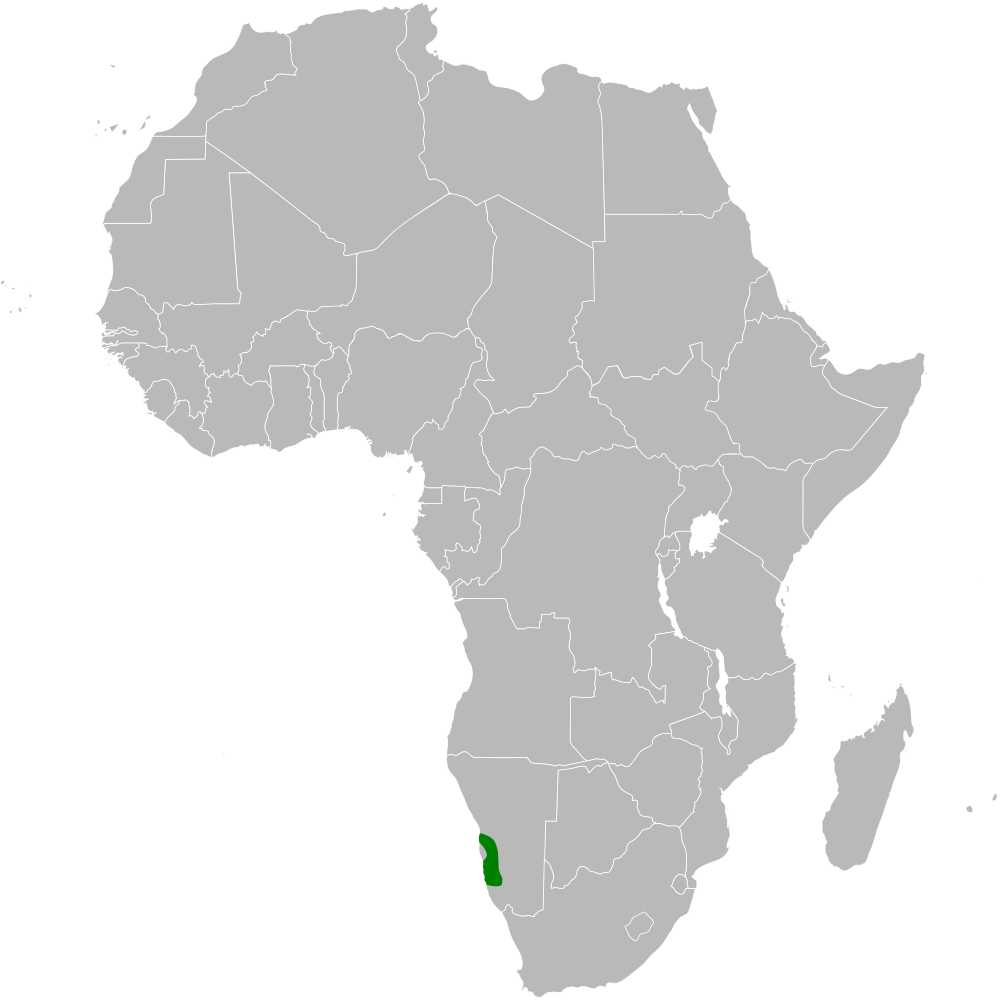
Verbreitungskarte der Rotdünenlerche

Die Rotdünenlerche (Calendulauda erythrochlamys) ist eine große, hell gefiederte und langschnäbelige Art aus der Familie der Lerchen. Sie entspricht in ihrer Größe etwa der einer Feldlerche. Das Verbreitungsgebiet der Rotdünenlerche liegt im südwestlichen Afrika. Es werden keine Unterarten unterschieden. Die Rotdünenlerche wurde lange als Unterart der Karoolerche eingestuft. Aus heutiger Sicht bildet sie gemeinsam mit der Kalaharilerche, der Karoolerche und der Barlowlerche eine Superspezies.
Die IUCN stuft die Rotdünenlerche als nicht gefährdet (least concern) ein.

## Merkmale
Die Rotdünenlerche erreicht eine Körperlänge von etwa 17 bis 18 Zentimetern, wovon 6,4 bis 6,6 Zentimeter auf den Schwanz entfallen. Der Schnabel misst vom Schnabel aus gemessen 1,88 bis 2,08 Zentimeter. Rotdünenlerchen wiegen etwa 26 bis 33 Gramm. Es besteht kein Geschlechtsdimorphismus.
Die Rotdünenlerche ist eine sehr helle Lerchenart. Die Körperoberseite ist hell rotbraun bis rosabraun und fast ohne Strichelung. Die Hand- und Armschwingen sind weißlich gesäumt. Der Überaugenstreif ist ebenfalls weiß. Ein dunklerer Strich verläuft von der Schnabelbasis über das Auge bis fast in den Nacken. Das Kinn und die Kehle sind weißlich. Die übrige Körperunterseite ist ebenfalls weißlich, nur auf der Vorderbrust finden sich bräunliche Striche. Die Füße sind rotbraun.

## Verwechslungsmöglichkeiten
Die Rotdünenlerche ist auf Grund ihrer Größe und Gefiederfärbung mit keiner anderen Lerchenart in ihrem Verbreitungsgebiet zu verwechseln. Die Namiblerche, die in derselben Region vorkommt, ist sandfarben gefiedert und hat einen deutlich kräftigeren Schnabel. Die Kalaharilerche ist rot bis bräunlich gefiedert und hat eine sehr stark gestreifte Brust sowie einen dicken Schnabel.

## Verbreitungsgebiet und Lebensraum
Das Verbreitungsgebiet der Rotdünenlerche erstreckt sich in Namibia von der Ortschaft Aus in nördlicher Richtung bis zur Walvis Bay. Sie ist ein Standvogel.
Der Lebensraum der Rotdünenlerche sind die Dünen der Namib sowie angrenzende trockene und sandige Flussbetten.

## Lebensweise
Die Rotdünenlerche ist wie alle Lerchen ein Bodenbrüter. Die Brutzeit fällt etwa in den Zeitraum Oktober bis Mai. Das Nest ist dachförmig überwölbt. Das Gelege besteht aus zwei bis drei Eiern. Zum revieranzeigenden Verhalten des Männchens gehört ein Singflug. Die Männchen singen aber auch von Bodenerhebungen oder niedrigen Büschen aus.

## Einzelbelege
1. ↑   Handbook of the Birds of the World zur Rotdünenlerche, aufgerufen am 8. März 2017
2. ↑  Calendulauda erythrochlamys in der Roten Liste gefährdeter Arten der IUCN 2016. Eingestellt von: BirdLife International, 2016. Abgerufen am 8. März 2017.
3. 1 2  Pätzold: Kompendium der Lerchen. S. 141.